# 郭新双
郭新双（1963年11月—），河南新野人，汉族，中华人民共和国政治人物。原中国邮政集团副总经理，中国邮政储蓄银行行长；2021年1月出任中国人寿保险集团党委副书记、监事长。

## 生平
1982年9月至1986年7月，郭新双是吉林大学经济管理学院国民经济管理专业学生。1986年7月参加工作，任中华人民共和国核工业部审计室干部。1988年8月，任中华人民共和国能源部经济调节司调节处干部。1989年8月起，历任国家计委长期规划司、产业政策司副主任科员、主任科员。1994年1月加入中国共产党。
1994年5月起，历任国家开发银行技改信贷局四处、综合处正科级行员。1996年1月，升任国家开发银行技改信贷局综合处副处长。1997年1月，调任国家开发银行综合计划局技改处副处级干部。1997年3月起，历任国家开发银行综合计划局技改处、综合处副处长。其间，1999年5月至2000年5月，挂职担任广西壮族自治区融水苗族自治县副县长。2000年6月，升任国家开发银行综合计划局经营管理处处长。2001年10月，调任国家开发银行考核评价组成员（正处级）。2003年4月起，历任国家开发银行党委组织部副部长、人事局副局长、考核评价组专职副组长。其间，2001年9月至2005年6月，在吉林大学世界经济专业学习，获得研究生学历、经济学博士学位；2005年8月至2006年5月，在美国伊利诺伊大学担任访问学者。
2006年7月，任国家开发银行吉林省分行党委书记、行长（正局级）。2008年12月，任国家开发银行综合计划局负责人（负责筹备规划局工作）。2009年2月，任国家开发银行规划局局长。2009年10月，任国家开发银行规划局局长兼规划院常务副院长。
2010年11月，出任中共七台河市委副书记、市长候选人。2010年12月，出任中共七台河市委副书记，市政府副市长、代市长，市政府党组书记。2011年2月，出任中共七台河市委副书记，市长，市政府党组书记。2012年6月，调任中共齐齐哈尔市委副书记，齐齐哈尔市副市长、代市长。2012年7月，郭新双当选齐齐哈尔市市长。2013年，被选为第十二届全国人民代表大会黑龙江省代表。
2014年调任中国光大集团执行董事、副总经理，兼任光大证券股份有限公司董事长；2016年11月调任中国出口信用保险公司执行董事、副总经理。
2019年10月，任中国邮政集团有限公司副总经理。2020年1月任中国邮政储蓄银行行长。
2021年1月，任中国人寿保险集团党委副书记、监事长。